# دانی دلا اردن
دانی دِ لا اُردِن (اسپانیایی: Dani de la Orden‎؛ زادهٔ ۲ ژوئن ۱۹۸۹) کارگردان فیلم، کارگردان تلویزیونی اهل اسپانیا است.
از فیلم‌ها یا مجموعه‌های تلویزیونی که وی در آن‌ها نقش داشته‌است، می‌توان به شیفته او، آزمون و الیت اشاره نمود.